# Crédit-bail
Pour les articles homonymes, voir Crédit-bail (homonymie).
 (octobre 2020).
Le crédit-bail,, ou location avec option d'achat (LOA) ou leasing est un mode particulier de financement des investissements.
Dans le cadre d'un crédit-bail, une société financière (le crédit-bailleur) met un bien d'équipement à la disposition d'une personne ou d'une entreprise pour une période déterminée, contre paiement d'une redevance périodique et d'un premier loyer souvent majoré. Au terme du contrat, l'entreprise bénéficiaire a généralement le choix entre plusieurs options : soit restituer le bien, soit l'acquérir pour un montant défini lors de la conclusion du contrat, soit, plus rarement, le renouveler à des conditions le plus souvent moins coûteuses. Pour l'entreprises, les conséquences pratiques sont que :
- l'entreprise bénéficiaire n'étant pas propriétaire du bien financé par crédit-bail tant qu'elle n'a pas levé l'option d'achat, ce dernier ne figure pas à l'actif du bilan de celle-ci ;
- l'entreprise bénéficiaire est néanmoins tenue de mentionner l'existence d'opérations de crédit-bail dans les annexes de son bilan ainsi que dans la liste des engagements donnés ;
- les redevances de crédit-bail sont déductibles fiscalement sur une durée différente des amortissements fiscaux du bien.

On parle aussi de leasing social quand il s'agit d'aider les ménages à acquérir (sans mise initiale) ou utiliser un bien coûteux comme un véhicule électrique.

## Typologie et enjeux du crédit-bail

### Typologie du crédit-bail

#### Selon le plan comptable français
Le crédit bail est une technique contractuelle par laquelle une entreprise (dite de crédit-bail) acquiert, sur la demande d'un client (crédit-preneur), la propriété de biens d'équipement mobiliers ou immobiliers à usage professionnel, en vue de les donner en location à ce dernier pour une durée déterminée et en contrepartie de redevances ou de loyers.
Technique de financement apparue au début des années 1960, cette opération ne doit pas être confondue avec une location simple que le locataire peut interrompre moyennant un simple préavis. Elle ne peut également être confondue avec une location-vente car son intérêt réside dans la faculté du locataire à lever l'option ou à ne pas le faire, c'est-à-dire se rendre propriétaire du bien. Il peut choisir soit de restituer le bien à la société bailleresse, soit reconduire la location pour une nouvelle durée.
En France, il est régi par le code monétaire et financier (articles L. 313-7 et suivants). Une société commerciale ne peut pas faire de crédit-bail de façon habituelle, cette activité à titre habituel est réservée aux sociétés de financement, titulaires d'un agrément de l'Autorité de Contrôle Prudentiel et de résolution (ACPR). Néanmoins, le contrat de crédit-bail conclu occasionnellement par une personne autre qu'un établissement financier est licite.
On assimile volontiers crédit-bail et « location avec option d'achat » (LOA), en considérant que le second terme est réservé aux particuliers. Toutefois, il s'agit sur le plan juridique de contrats aux composantes juridiques différentes, puisque la LOA est régie par le code de la consommation, alors que le crédit-bail ne l'est pas. La LOA est très utilisée pour le financement de véhicules au particulier, et elle est souvent dans ce cas, proposée par une filiale du constructeur.

#### Selon les normes IAS/IFRS (internationales)
Selon l'IAS 17 est considéré comme crédit-bail, l'acquisition d'un bien par redevances dont :
1. Le contrat prévoit le transfert de la propriété au locataire à l'issue du contrat ;
2. Le contrat a une durée proche de la durée d'utilisation du bien ;
3. Le contrat prévoit un prix de levée de l'option suffisamment avantageux pour qu'il soit pratiquement certain que le locataire achètera le bien à la fin du contrat ;
4. Le contrat indique au début que la valeur actualisée des paiements minimaux dus par le locataire est au moins égale à la valeur de l'actif loué.

### Enjeux du crédit-bail
Le crédit-bail permet aux entreprises et aux particuliers bénéficiaires d’investir dans des biens en s'acquittant d'un paiement forfaitaire mensuel appelé redevance. Ceci n'affecte pas formellement l'état de leur situation financière notamment en ce qui concerne les ratios de solvabilité. En effet, le bilan concerné apparaît plus flatteur, car moins chargé de dettes au passif. Le crédit-preneur enregistre les loyers-redevances dans sa comptabilité en charges d'exploitation. Le résultat avant impôt diminue d'autant et avec lui les impôts. Par contre, les amortissements et les intérêts d'emprunt ne sont pas déductibles sauf à l'option.
Ceci signifie que pour évaluer l'intérêt du crédit bail par rapport à l'acquisition par autofinancement ou par emprunt il faut tenir compte des flux de trésorerie dégagés dans chaque cas. L'analyse de la valeur actuelle nette semble être le meilleur outil pour comparer les investissements en fonction des modes de financement. Au terme, les redevances de crédit-bail ont surtout l'avantage d'être déductibles fiscalement sur une durée différente des amortissements du bien.
Le système est particulièrement utilisé pour les véhicules et le matériel informatique et industriel, notamment parce que ce type de contrat permet d'inclure des garanties de maintenance et le financement de la taxe sur la valeur ajoutée. 
Au début des années 2020, l'urgence climatique a aussi poussé le gouvernement français à soutenir le véhicule électrique dont en encourageant le leasing social, dans le cadre de la transition énergétique), avec « un grand succès auprès des ménages modestes, qui en ont davantage bénéficié en six semaines début 2024 (50 000 dossiers) que du bonus écologique en une année (30 000 en 2023) », selon France Stratégie. 
Comparé à la L.O.A., le crédit-bail pose une contrainte supplémentaire pour l'utilisateur : l'impossibilité de résilier avant le terme prévu, sauf accord explicite du bailleur et le payement d'indemnités,.

## Caractéristiques principales du crédit-bail
Il s'agit en fait de sous-traitance dans l'achat de biens et la gestion de prêts. L'entité ayant besoin d'un bien, en formule la demande auprès d'une société de crédit-bail, qui devient propriétaire du matériel déterminé. Cette société loue l'équipement pendant une période correspondant à la durée de vie économique du produit, à un taux d'intérêt fixé pour la durée du contrat. L'option d'achat du crédit-bail est généralement levée car les entreprises ont recours à cette formule pour devenir in fine propriétaires de leur parc matériel. Dans le crédit-bail, le locataire est engagé à payer les loyers (redevances) jusqu'à la fin du contrat, comme dans un prêt qui ne s'éteint qu'après le remboursement final du capital. En France, les contrats de crédit-bail ne mentionnent jamais le taux d'intérêt, mais une chaîne de loyers. Selon les clauses d'option d'achat, le locataire a la possibilité d’acquérir le bien loué à la fin du contrat de crédit-bail, sur la base d’un prix prédéfini.

## Particularités du crédit-bail immobilier
Le crédit-bail immobilier a été créé afin de pouvoir financer l'achat ou la construction d'un bâtiment, tout particulièrement pour des sociétés ou même des communes. Tout comme le crédit-bail en général, ici il s’agit de pouvoir contracter un engagement entre une personne civile et une société financière. Cette dernière achète ou fait construire un immeuble à usage professionnel tel que des bureaux ou une usine, et en fournit la possession par un bail de longue durée à son cocontractant. Pendant toute la durée du contrat, c'est la société de crédit-bail qui reste propriétaire du bâtiment, l'entreprise qui l'utilise n'étant que la « locataire » des biens qu'elle a fait acheter ou construire. Le crédit-bailleur n'est pas responsable des actes commis par le crédit-preneur. En effet, la société ne joue qu’un rôle de financement. En ce qui concerne la durée du « bail », elle est souvent liée à la durée économique de l'immeuble. 
C’est pour cette raison qu’on voit rarement de contrat de crédit-bail immobilier d’une durée inférieure à vingt ans. Le « loyer » est composé d'une fraction du capital investi par la société de crédit-bail, de l'intérêt courant sur ce capital et d’une marge bénéficiaire pour la société de financement. Les avantages du crédit-bail sont nombreux : d'une part, il permet d'adapter les besoins de la société concernée au mieux, d'autre part, il permet le financement complet de l'acquisition d'un immeuble. Enfin, dans la mesure où les contrats sont accompagnés d'une option d'achat en faveur de la société qui occupe le bien à l'issue du crédit-bail on peut imaginer que le terrain ou l'immeuble a bénéficié d'une plus-value importante ; dans ce cas la société utilisatrice a fait une bonne affaire. Quant à la société de crédit-bail immobilier, elle fait là un placement avantageux, car elle reste propriétaire du bien pendant toute la durée du crédit-bail sans être responsable des aléas et éventuelles dégradations subis par l'immeuble. Par contre, la pratique du crédit-bail comporte quelques risques pour le crédit-preneur : contrairement au bail classique, la société utilisatrice sera dans l’obligation de payer la rente jusqu'à la clôture du contrat de crédit-bail même en cas de disparition de l'immeuble sauf disposition contraire au contrat (clause de fin anticipée au contrat). Dans ce cas, elle devra payer une pénalité contractuelle.

## Crédit-bail automobile
Dans le domaine automobile, le leasing, crédit-bail ou location avec option d'achat, représente le fait d'obtenir un véhicule en contrepartie d'un loyer auprès d'un organisme spécialiste du financement. Ce système prend la forme d'un contrat où, arrivé à son échéance, il est possible d'activer une « option d'achat » afin de devenir définitivement propriétaire du véhicule. L'un des avantages du crédit-bail réside aussi dans la possibilité de repartir sur un nouveau contrat afin de disposer d'un nouveau véhicule (et ainsi pouvoir changer régulièrement de voiture).
En cours de contrat, la reprise de leasing, aussi appelée transfert de leasing, permet au titulaire du contrat de céder son véhicule sans pénalité à un tiers qui à son tour honorera le contrat aux mêmes conditions que le précédent locataire.
Certains modèles de leasing automobile ont été modifiés pour accélérer la vitesse de renouvellement des voitures en pénalisant la durée de possession. Ainsi, plus l'objet est gardé longtemps, plus il devient cher, ce qui pousse à consommer davantage en changeant régulièrement.

## Interdépendance entre la vente et le crédit-bail
Lorsque l'opération de crédit-bail s'articule sur une vente de bien préalable au crédit-bail, la résolution de la vente entraîne la caducité du contrat de crédit-bail. Avant un revirement de jurisprudence du 13 avril 2018, il ne s'agissait pas d'une caducité mais d'une résiliation, ce qui signifiait que l'on devait faire application des clauses du crédit-bail relatives à la résiliation. Depuis ce revirement de jurisprudence, il s'agit d'une caducité affectant l'ensemble du contrat de crédit-bail et les clauses du crédit-bail relative à la résiliation n'ont pas à être appliquées.

## Comptabilisations liées au crédit-bail

### Comptabilisation du crédit bail en cours de vie

#### Selon le plan comptable français
Par comparaison avec un bien financé par emprunt, l'avantage majeur du crédit-bail dans ces normes comptables est de ne donner lieu, pour le coût global des loyers, qu'à un enregistrement en termes d'engagements, classés au hors-bilan comptable, et permettant ainsi d'alléger l'apparence d'endettement lorsque le ratio emprunts/fonds propres était déjà élevé. En contrepartie, les biens ne sont pas non plus inscrits à l'actif du bilan. En France le crédit-bail peut être soit mobilier, soit immobilier (pour les immeubles). Deux types de redevances (charges) déductibles sont donc utilisées à chaque période :
| Compte | Intitulé                             | Débit | Crédit |
| ------ | ------------------------------------ | ----- | ------ |
| 612..  | Redevance                            | ...   |        |
| 44566  | TVA déductible sur biens et services | ...   |        |
| 512    | Banque                               |       | ...    |

Un dépôt de garantie est souvent à constater à l'origine, il constitue une immobilisation financière. 
À la clôture, il faut constater selon le principe de séparation des exercices des charges constatées d'avance.
En cas d'immeuble une provision est constatée pour la part non déductible des redevances concernant la part revenant aux terrains de l'immeuble (car ils ne sont pas amortissables).
| Compte | Intitulé                 | Débit | Crédit |
| ------ | ------------------------ | ----- | ------ |
| 6875   | Dotations aux provisions | ...   |        |
| 155    | Provisions pour impôts   |       | ...    |

À l'option, il faut constater l'acquisition du bien et l'extourne (écriture inverse) des provisions constatées. Il faudra alors constater un amortissement en fin d'année.

#### Selon les normes IAS/IFRS (internationales)
La norme IAS 17 établit comment comptabiliser le crédit-bail. Il est considéré comme une immobilisation corporelle avec pour contrepartie une dette financière au passif du bilan. La comptabilisation se fait à la plus faible valeur entre la juste valeur (de marché) et la valeur actualisée des paiements minimaux du contrat. Des amortissements et intérêts doivent être comptabilisés au compte de résultat. Il est nécessaire de retraiter les crédit-bails lors de la consolidation aux normes IFRS, puisque les comptes sociaux ne présentent : 
- au bilan, ni la dette financière, ni l'actif, ni son amortissement ;
- et au compte de résultat, ni l'amortissement ni l'intérêt financier.

### Comptabilisation de la cession d'un contrat de crédit bail
Afin de mieux comprendre le schéma comptable, il est nécessaire de distinguer les écritures chez le cédant et chez l’acheteur.

#### Comptabilisation chez le cédant du contrat de crédit-bail
La valeur d’origine étant nulle (puisque l’option n’a jamais été levée) il est seulement nécessaire d’enregistrer le produit (qui sera imposable) :
| Compte | Intitulé                      | Débit | Crédit |
| ------ | ----------------------------- | ----- | ------ |
| 512    | Banque                        | ...   |        |
| 7788   | Produits exceptionnels divers |       | ...    |
| 4457   | TVA collectée                 |       |        |

#### Comptabilisation chez l’acheteur du contrat de crédit-bail
L’acheteur doit comptabiliser l’entrée d’une immobilisation incorporelle (droit au bail, droit de levée de l’option d’achat) au patrimoine de la société.
Cas du crédit-bail mobilier
Pour le crédit-bail mobilier la valeur de l’immobilisation incorporelle doit faire l’objet d’un amortissement.
Cas du crédit-bail immobilier
Pour le crédit-bail immobilier, le crédit-bail n’est pas amortissable en comptabilité. (la valeur de l’ensemble en fin de contrat n’est généralement pas dépréciée tandis que pour un contrat de crédit-bail mobilier la valeur du bien en fin de contrat est généralement nulle).
Cependant en fiscalité il est nécessaire d’effectuer un amortissement dérogatoire. Lors de la levée de l’option le prix d’acquisition du bien est alors le prix de l’option d’achat du contrat + la valeur nette comptable de l’immobilisation incorporelle.
En fiscalité il faudra considérer la valeur du contrat + la valeur nette fiscale. Il y aura donc une différence due à la différence d’amortissement.

### Comptabilisation d'une cession bail dite «lease-back»
Le « lease-back » est une cession d'un bien à un organisme qui vous le loue en crédit bail.
Il faut :
- enregistrer l'écriture de cession du bien (dont le produit exceptionnel) ;
- enregistrer les écritures de redevance du crédit-bail ;
- constater à la clôture l'extourne du produit exceptionnel pour la plus value réalisée contre un produit constaté d'avance ;
- constater à la clôture l'étalement de la reprise du produit constaté d'avance.

Un exemple de Lease-Back est présent chez les chaînes d'hôtel. En effet, certaines préfèrent vendre leurs immeubles pour se le voir louer ensuite, permettant ainsi de libérer des liquidités pouvant être exploitées pour leur activité principale.

### Informations à fournir en annexe

#### Selon les normes internationales (IAS/IFRS)
L'IAS 1 oblige les entreprises à élaborer une annexe aux comptes annuels généralement commençant par une déclaration de conformité, puis l'énoncé des évaluations choisies. Des évaluations doivent être explicitées dont les contrats de location. De plus un état des créances et dettes, les impôts différés ainsi que les engagements hors bilan doivent être indiqués.

#### Selon le plan comptable français
Dans le cadre d'annexes à présentations simplifiées :
- seules les redevances et le restant à payer en distinguant crédit-bail mobilier et immobilier peut apparaître.

Dans le cadre d'annexes sans présentations simplifiées :
- selon l'article 53A du 29/11/83, il faut ajouter aux comptes annuels une annexe relative au tableau récapitulant le crédit-bail. Si l'entreprise n'a pas besoin de commissaires aux comptes, elle pourra simplement indiquer les redevances restant à payer.

Le tableau indique :
- la valeur d'origine du bien concerné ;
- le montant des redevances (de l'exercice et son cumul) ;
- l'amortissement possible et son cumul ;
- les redevances restant à payer (jusqu'à un an, de un à cinq ans et plus de cinq ans) ;
- le prix d'achat résiduel.